# Brontop
Els brontops (Brontops) són un gènere extint de mamífers perissodàctils de la família dels brontotèrids que visqueren a Nord-amèrica durant l'Eocè superior, fa entre 33,9 i 37 milions d'anys. Se n'han trobat restes fòssils al Canadà, els Estats Units i Mèxic. Feien 4 m de llargada i 2 m d'alçada a la creu. Presentaven una banya bifurcada que els devia servir per a l'exhibició, el reconeixement entre membres d'una mateixa espècie i el combat intraespecífic. El nom genèric Brontops significa ‘[animal amb] aspecte de tro’ o, menys literalment, ‘[animal amb] aspecte de Brontotherium’. Hi ha autors que consideren Brontops un sinònim de Megacerops.